# Protorma costifera
Protorma costifera is een keversoort uit de familie van de boktorren (Cerambycidae). De wetenschappelijke naam van de soort werd in 1877 als Strongylaspis costifer gepubliceerd door James Thomson.